# Bindvide
Bindvide (Salix aurita) är en växtart i familjen videväxter. 
Den är en liten eller medelstor buske av maximalt 6 meters höjd, vars blad har ojämn vågkant. Undersidan av bladen har höga nerver på gråluden botten. Den har ganska stora småblad. Arten växer längs hela den norska kusten upp till Bodø. Den föredrar fuktig torv- eller sandjord, stränder, fuktängar, och myrar. 

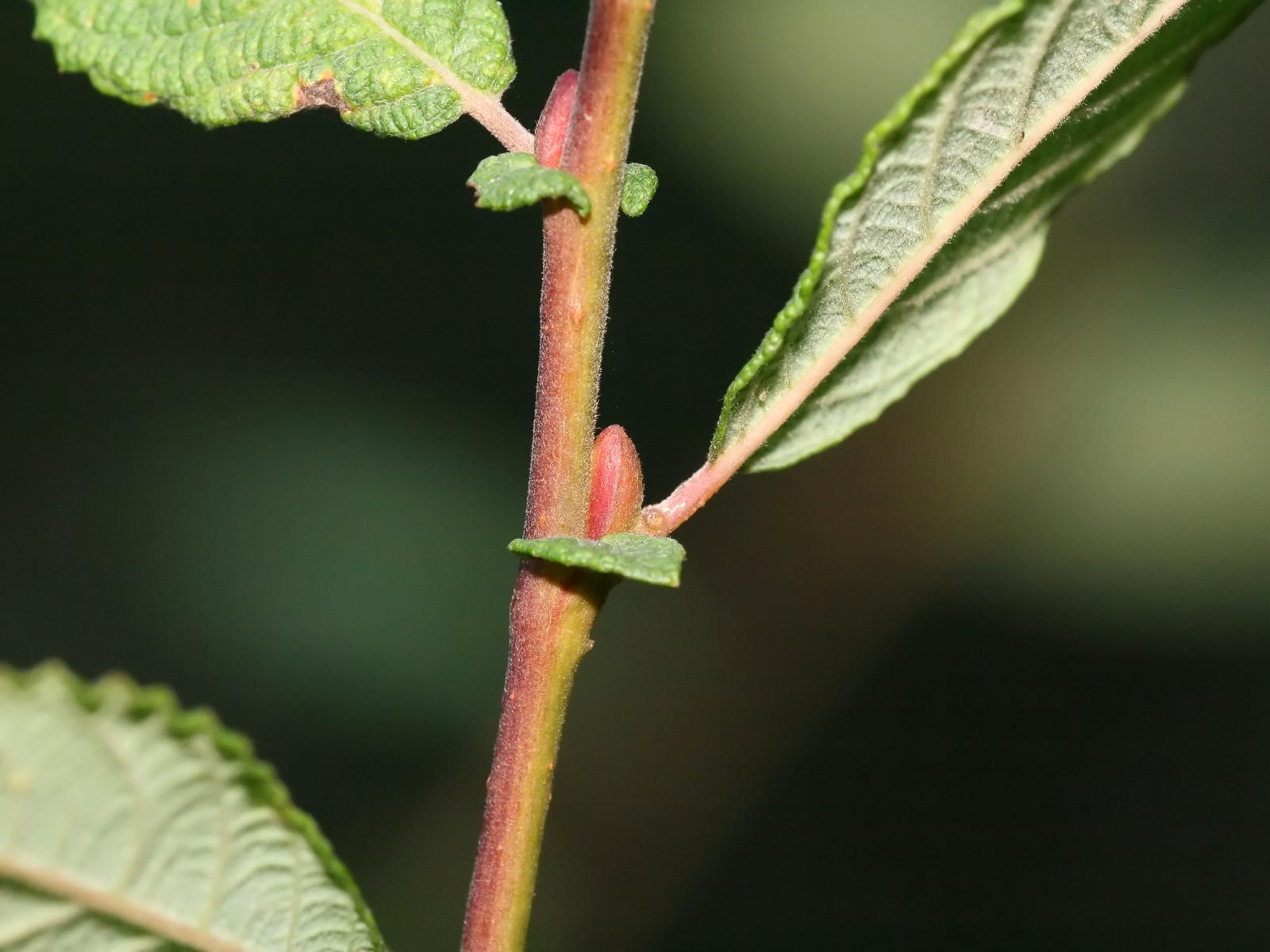
Bilden visar tre kännetecken för bindvide: Stora njurformade stipler innerst vid bladstjälkarna, uppstående nervtrådar på undersiden av bladen, och vågformad bladkant.

Bindvide är en buske på normalt 1-2 meters höjd men kan nå upp till 5-6 meter. Kvistarna har vedåsar under barken. Årsskotten är glest (sällan tätt) korthåriga och är rödbruna. Bladskaften är bara 2-6 mm långa, och bladen är 3-6 cm, upp till två gånger så långa som breda. Kanten av bladet är ojämn och vågformad, ofta nedböjd och buktande. Översidan är grön med nedsänkta bladnerver, undersidan tätt gråluden med upphöjda nerver. Mellan undersidans grennerver syns många parallella smånerver i 90° mot dem. Stiplerna är ganska stora och tydliga, njurformade och tandade. De sitter kvar året igenom. Bindvide blommar i maj-juni, med början strax före lövsprickningen. 

## Utbredning
Bindvide växer i Europa och är i Norden en sydlig art med utbredning i hela Danmark, södra Sverige, hela Östersjön, upp runt hela Bottenviken och där 100 km in i landet på bägge sidorna, hela den sydligaste 2/3 av Finland. I Norge längs hela kusten upp till Bodø, den går långt in i fjordarna. I Bygland i Setesdal upp till 750 meter över havet, lite längre norrut i Valle upp till 1.010 moh. I Gudbrandsdalen går den upp till Øyer i Oppland.